# Nalbandyan
Pour les articles homonymes, voir Nalbandian.
Nalbandyan ou Nalbandian (en arménien Նալբանդյան ; anciennement Shahriar) est une communauté rurale du marz d'Armavir, en Arménie. Elle compte 5 465 habitants en 2009.
Le sculpteur Nikolaï Nikogossian est né dans cette communauté en décembre 1918. Il a vécu 99 ans et est décédé en 2018 à Moscou.